# San Jose (Dinagat Islands)
San Jose ist eine philippinische Stadtgemeinde in der Provinz Dinagat Islands. Sie hat 27.487 Einwohner (Zensus 1. August 2015). San Jose ist Sitz der Provinzregierung der Provinz Dinigat Islands.

## Baranggays
San Jose ist administrativ in zwölf Baranggays unterteilt:
- Aurelio
- Cuarinta
- Don Ruben Ecleo (Baltazar)
- Jacquez
- Justiniana Edera
- Luna
- Mahayahay
- Matingbe
- San Jose (Pob.)
- San Juan
- Santa Cruz
- Wilson